# Osmose Productions
Osmose Productions er et europæisk uafhængig pladeselskab der blev opstartet i Frankrig i 1991 af Hervé Herbaut. De specialiserede sig hovedmæssigt i dødsmetal, black metal og gothic metal-bands

## Bands under Osmose
- Absu
- Dark Tranquillity (Skrev kontrakt med Century Media Records)
- Detonation
- Driller Killer
- Enslaved (Skrev kontrakt med Tabu Recordings)
- Immortal (Skrev kontrakt med Nuclear Blast)
- Impaled Nazarene
- Inhume
- Marduk (skrev kontrakt med Regain Records)
- Melechesh
- Mord
- Obligatorisk Tortyr
- Rotting Christ (Skrev kontrakt med Season of Mist)
- Samael (Skrev kontrakt med Galactical Records/Regain Records)
- Shining
- Yyrkoon